# Pleotrichophorus duponti
Pleotrichophorus duponti är en insektsart som beskrevs av Hille Ris Lambers 1935. Pleotrichophorus duponti ingår i släktet Pleotrichophorus och familjen långrörsbladlöss. Enligt den finländska rödlistan är arten sårbar i Finland. Arten är reproducerande i Sverige. Artens livsmiljö är åsmoskogar. Inga underarter finns listade i Catalogue of Life.